# 坦戈亚岛
坦戈亚岛（Tangoa）位于瓦努阿图桑马省埃斯皮里图桑托岛南部沿岸。当地人的语言是坦戈亞語。